# Reidite
La reidite è un minerale polimorfo da alta pressione dello zircone. La reidite è stata osservata per la prima volta in laboratorio, in seguito in ejecta
generati dal cratere di Chesapeake Bay, recuperati sul fondale oceanico, e infine nel cratere meteoritico di Nördlinger Ries. 
La reidite prende il nome da Alan F. Reid, che per primo la produsse in laboratorio e la studiò. La reidite porta il numero 2001-013 dell'International Mineralogical Association.

## Morfologia
La reidite è isostrutturale con la scheelite.

## Origine e giacitura
La reidite richiede per la sua formazione alte temperature, tra i 1.000 °C e i 2.000 °C occorre che lo zircone sia sottoposto a pressioni tra gli 8 e i 10 GPa (Giga Pascal = miliardi di Pascal).